# Årets spelare
Die Auszeichnung Årets spelare (dt. Spieler des Jahres, bis 2017 Årets hockeytjej, dt. Eishockeymädchen des Jahres) wird seit 2004 jährlich von der „Hockeyjournalisternas Kamratförening“ an die beste schwedische Eishockeyspielerin verliehen. Die Auszeichnung ist damit das Pendant zum Guldpucken, der schon seit 1956 bei den Männern vergeben wird.

## Preisträgerinnen
- 2004: Kim Martin, AIK Solna
- 2005: Maria Rooth, Mälarhöjden/Bredäng
- 2006: Erika Holst, Mälarhöjden/Bredäng
- 2007: Gunilla Andersson, Segeltorps IF
- 2008: Danijela Rundqvist, AIK Solna
- 2009: Elin Holmlöv, Minnesota-Duluth Bulldogs, USA
- 2010: Pernilla Winberg, Segeltorps IF
- 2011: Linnéa Bäckman, AIK Solna
- 2012: Elin Holmlöv, Tornado Moskowskaja Oblast, Russland
- 2013: Johanna Olofsson, MODO Hockey
- 2014: Jenni Asserholt, Linköpings HC
- 2015: Emilia Andersson, Linköpings HC[1]
- 2016: Emma Eliasson, Luleå HF
- 2017: Lisa Johansson
- 2018: Emma Nordin, Luleå HF
- 2019: Emma Nordin, Luleå HF
- 2020: nicht vergeben
- 2021: Michelle Löwenhielm, HV 71
- 2022: Maja Nylén Persson, Brynäs IF
- 2023: Emma Söderberg, University of Minnesota Duluth
- 2024: Lina Ljungblom, MODO Hockey
- 2025: Sara Hjalmarsson, Linköping HC